# Liste der Bodendenkmäler in Schongau
Auf dieser Seite sind die Bodendenkmäler in der oberbayerischen Stadt Schongau zusammengestellt. Diese Tabelle ist eine Teilliste der Liste der Bodendenkmäler in Bayern. Grundlage ist die Bayerische Denkmalliste, die auf Basis des Bayerischen Denkmalschutzgesetzes vom 1. Oktober 1973 erstmals erstellt wurde und seither durch das Bayerische Landesamt für Denkmalpflege geführt wird. Die folgenden Angaben ersetzen nicht die rechtsverbindliche Auskunft der Denkmalschutzbehörde.

## Bodendenkmäler der Gemeinde

### Bodendenkmäler in der Gemarkung Schongau
| Lage                                   | Objekt | Akten-Nr.     | Bild                                                          |
| -------------------------------------- | --- | ------------- | ------------------------------------------------------------- |
| Schongau (Standort)                    | Abschnittsbefestigung des frühen Mittelalters mit vorgelagerten Reiterhindernissen (Schlossberg) sowie Siedlung des Neolithikums, der Bronzezeit und der Urnenfelderzeit, Siedlung und Brandopferplatz der römischen Kaiserzeit. Siehe auch: Mittelalter, Burg Peiting, Neolithikum, Bronzezeit, Urnenfelderzeit, Römische Kaiserzeit | D-1-8131-0053 |                                                               |
| Schongau (Standort)                    | Burgstall des hohen und späten Mittelalters (Schneckenbichl) sowie Höhensiedlung der Bronzezeit. Siehe auch: Burgstall, Burgstall Schneckenbichl | D-1-8131-0065 |                                                               |
| Schongau (Standort)                    | Siedlung mit Kalkbrennerei der mittleren römischen Kaiserzeit. Siehe auch: Kalkbrennerei | D-1-8131-0067 |                                                               |
| Schongau (Standort)                    | Mehrgliedrige Abschnittsbefestigung des frühen oder hohen Mittelalters. Siehe auch: Burgstall Schlossberg (Schongau) | D-1-8131-0072 |                                                               |
| Schongau (Standort)                    | Grabhügel vorgeschichtlicher Zeitstellung. Siehe auch: Grabhügel | D-1-8131-0100 |                                                               |
| Schongau (Standort)                    | Körpergräber des Mittelalters und der frühen Neuzeit. Siehe auch: Körpergrab, Neuzeit | D-1-8131-0110 |                                                               |
| Schongau (Standort)                    | Untertägige mittelalterliche und frühneuzeitliche Befunde im Bereich der Katholischen Filialkirche St. Peter und Paul in Dornau und ihres Vorgängerbaus. | D-1-8131-0121 | Untertägige mittelalterliche und frühneuzeitliche Befunde     |
| Schongau Karmeliterstraße 6 (Standort) | Untertägige spätmittelalterliche und frühneuzeitliche Befunde im Bereich der ehemalige Karmeliten-Klosterkirche St. Anna, heute Katholischen Spitalkirche Hl. Geist, und ihrem Vorgängerbau (Kapelle St. Anna) sowie des ehemaligen Karmeliten-Klosters von Schongau.                                                                 | D-1-8131-0123 | weitere Bilder                                                |
| Schongau Marienplatz 23 (Standort)     | Untertägige mittelalterliche und frühneuzeitliche Befunde im Bereich der Katholischen Stadtpfarrkirche Mariä Himmelfahrt und ihrer Vorgängerbauten mit zugehörigem Friedhof und der abgegangenen Karnerkapelle St. Michael. Siehe auch: St. Mariä Himmelfahrt (Schongau)                                                              | D-1-8131-0124 | weitere Bilder                                                |
| Schongau Christophstraße 57 (Standort) | Untertägige spätmittelalterliche und frühneuzeitliche Befunde im Bereich der ehemalige Spitalkirche St. Erasmus in Schongau und dem angeschlossenen Spital. Siehe auch: Stadtmuseum Schongau | D-1-8131-0126 | Untertägige spätmittelalterliche und frühneuzeitliche Befunde |
| Schongau Am Maxtor 7 (Standort)        | Untertägige frühneuzeitliche Befunde im Bereich der Katholischen Kapelle Hl. Kreuz in Schongau. | D-1-8131-0164 | weitere Bilder                                                |
| Schongau Friedhofstraße 3 (Standort)   | Untertägige frühneuzeitliche Befunde im Bereich der Katholischen Friedhofskirche St. Sebastian in Schongau. | D-1-8131-0167 | weitere Bilder                                                |
| Schongau (Standort)                    | Untertägige mittelalterliche und frühneuzeitliche Siedlungsteile der historischen Altstadt von Schongau. | D-1-8131-0168 |                                                               |
| Schongau (Standort)                    | Untertägige mittelalterliche und frühneuzeitliche Befunde im Bereich der Stadtbefestigung von Schongau. | D-1-8131-0187 | weitere Bilder                                                |
| Schongau Schloßplatz 1 (Standort)      | Untertägige mittelalterliche und frühneuzeitliche Befunde im Bereich des ehemaligen Herzogsschlosses von Schongau und seiner Vorgängerbauten mit der abgegangenen Schlosskapelle St. Johannes der Täufer Siehe auch: Schloss Schongau                                                                                                 | D-1-8131-0188 | weitere Bilder                                                |
| Schongau (Standort)                    | Richtstätte und Sonderbestattungsplatz des späten Mittelalters und der frühen Neuzeit (Oberes Hochgericht). | D-1-8131-0189 |                                                               |
| Schongau (Standort)                    | Straße der römischen Kaiserzeit (Teilstück der Trasse Augsburg-Füssen). | D-1-8231-0059 |                                                               |